# 達比亞
達比亞（法語：Dabia），是馬里的城鎮，位於該國西部，由卡伊區的凱涅巴省負責管轄，毗鄰與幾內亞接壤的邊境，海拔高度211米，2009年該城鎮人口10,832。